# Lodo Petrucci

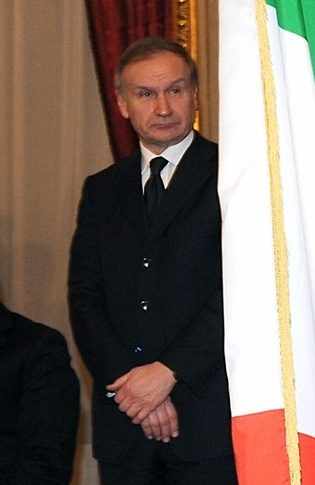
Gianni Petrucci, presidente del Comitato olimpico nazionale italiano all'epoca dei fatti e fautore del lodo.

Il lodo Petrucci è stato una procedura amministrativa di diritto sportivo disciplinata dall'articolo 52, comma 6 delle Norme Organizzative Interne Federali (NOIF) della Federazione Italiana Giuoco Calcio (FIGC), che prevedevano che il titolo sportivo di una società calcistica, qualora la sua affiliazione fosse stata rifiutata, potesse essere conferita a una nuova società della stessa città su richiesta del suo sindaco, e ammessa a disputare il campionato di categoria immediatamente inferiore (o due categorie inferiori, nella versione aggiornata della norma).
La norma fu ispirata nel 2004 dall'allora presidente del Comitato olimpico nazionale italiano, Gianni Petrucci, onde permettere alle società calcistiche in crisi finanziaria e dichiarate fallite di far rivivere il loro titolo sportivo in una nuova società, originariamente con il declassamento di una categoria; il precedente illustre, a norma non ancora presente, era stato quello della Fiorentina, retrocessa in Serie B nel 2002 e di lì a breve fallita, il cui titolo sportivo era stato conferito a una nuova società, la Florentia Viola, ammessa alla Serie C2 della stagione successiva su iniziativa della FIGC.

## L'antefatto: il fallimento della Fiorentina
Nell'estate del 2002 il neonato club Fiorentina 1926 Florentia, sorto per volontà dell'allora sindaco di Firenze, Leonardo Domenici, dopo il fallimento istituzionale dell'Associazione Calcio Fiorentina e quasi subito rinominato Florentia Viola, fu autorizzato dalla FIGC a iscriversi in Serie C2 al posto della Cavese, squadra retrocessa in Serie D dalla giustizia sportiva per «illecito sportivo» accaduto nel play-out disputato contro il Nardò e vinto col punteggio aggregato di 2-0, e assolta sei anni più tardi dalla giustizia ordinaria per insussistenza dei fatti imputati.
La Florentia fu ammessa in C2 quale erede de facto della Fiorentina, vantando così una maggiore tradizione sportiva rispetto al Nardò, società quest'ultima che aveva chiesto, senza successo, il posto nella categoria perso dalla Cavese. Le dichiarazioni del sindaco fiorentino in favore del ripescaggio della Florentia occasionarono proteste nella concittadina Rondinella, retrocessa in Serie D nella stagione 2001-2002 e non ripescata dopo ricorso al Tribunale d'Arbitrato Regionale.
Dopo aver vinto il campionato di Serie C2 2002-2003, per la stagione seguente la Florentia, in virtù di «meriti sportivi e territoriali», fu eccezionalmente ammessa d'ufficio direttamente in Serie B – categoria che, di conseguenza, permise l'iscrizione di 24 squadre in seguito al cosiddetto caso Catania –, riprendendo al contempo la storica denominazione di Fiorentina, al posto del fallito Cosenza; ciò avvenne nonostante il fatto che il sodalizio gigliato si sarebbe dovuto iscrivere in Serie C1, all'epoca la categoria immediatamente superiore a quella appena disputata, suscitando aspre proteste tra altre società già militanti nella categoria cadetta, come il Palermo, oltreché di C1, come il Martina e il Pisa che avevano disputato le finali dei play-off per la promozione in B, e di Serie A, le quali avevano votato congiuntamente contro l'allargamento della seconda serie.
La gestione discrezionale del caso della Fiorentina, e le polemiche che ne risultarono, consigliarono l'elaborazione di un oggettivo codice sportivo al riguardo dei fallimenti professionistici, anche perché all'orizzonte si profilavano altri casi di imminenti collassi di club che avevano militato nel campionato di massima serie nazionale.

## Il lodo
Il lodo venne approvato dal Consiglio federale della FIGC il 14 maggio 2004. La società esclusa doveva possedere dei meriti sportivi per poter consentire l'apertura del lodo, ovvero una permanenza consecutiva di cinque anni nelle serie professionistiche o almeno quindici anni anche non consecutivi nel corso della propria storia; condizioni elevate nel 2008 a dieci anni consecutivi di permanenza nella Lega o, genericamente, venticinque stagioni nelle categorie professionistiche. Di contro, la società che subentrava non doveva avere alcun legame dirigenziale con quella decaduta e presentare una serie di garanzie di solidità economica. Non ereditava il marchio che poteva, in caso di successivo fallimento della squadra esclusa, essere comunque acquistato all'asta, né i giocatori che venivano tutti svincolati. In caso di più domande, era l'amministrazione comunale che si riservava di scegliere quale era più rappresentativa o meritevole di ereditare la storia sportiva cittadina.
Originariamente aperto a tutte le società professionistiche, con la riforma del 2008 il lodo fu ristretto ai soli sodalizi appartenenti a Serie A e Serie B, con l'esclusione dunque di quelli della Lega Italiana Calcio Professionistico (Lega Pro). Inoltre fu stabilito che le squadre beneficiarie fossero inserite nell'organico federale attraverso la Lega Pro, cui venivano iscritti i nuovi sodalizi: in Serie C1 quelli rilevanti un titolo sportivo di A, e in Serie C2 quelle giungenti dalla B.
Il lodo fu oggetto di forti critiche per il fatto di aver dato vita a molte società improvvisate e create solo per sfruttare la tradizione sportiva dei precedenti club falliti, tanto che molte di esse incapparono in nuovi fallimenti solo pochi anni dopo la loro fondazione. Il 20 maggio 2011 il presidente federale aveva sospeso, per la stagione successiva, i quattro commi che regolavano l'inserimento delle squadre non iscritte ai campionati di A e B in Lega Pro, tra cui il comma che disciplinava l'applicazione del lodo, a seguito del blocco dei ripescaggi.
Il lodo fu poi definitivamente abrogato il 27 maggio 2014 allorquando, in vista dell'imminente riforma dei campionati di Lega Pro, la FIGC deliberò la generale ripartenza dalla Lega Nazionale Dilettanti di ogni squadra esclusa dai campionati professionistici.

## Le squadre
Le squadre che hanno usufruito del lodo Petrucci, evidenziando in grassetto quelle poi nuovamente fallite, sono le seguenti:
- Iscrizione in Serie B
  -  Torino (2005), con il nome di Torino Football Club in luogo della precedente Torino Calcio.
- Iscrizione in Serie C1
  -  Perugia (2005), con il nome di Perugia Calcio, in luogo della precedente Associazione Calcio Perugia;
  -  Salernitana (2005), con il nome di Salernitana Calcio 1919, in luogo della precedente Salernitana Sport.[12]
- Iscrizione in Serie C2
  -  Viterbese (2004), con il nome di Associazione Sportiva Viterbo Calcio, luogo della precedente Unione Sportiva Viterbese Calcio;[13]
  -  Benevento (2005), con il nome di Benevento Calcio, in luogo della precedente Sporting Football Club Benevento;
  -  Fidelis Andria (2005), con il nome di Associazione Sportiva Andria BAT, in luogo della precedente Associazione Sportiva Fidelis Andria;[14]
  -  Reggiana (2005), con il nome di Reggio Emilia Football Club, per poi prendere a stagione in corso la denominazione di Associazione Calcio Reggiana 1919;[14]
  -  SPAL (2005), con il nome di SPAL 1907, in luogo della precedente Società Polisportiva Ars et Labor;
  -  Venezia (2005), con il nome di Società Sportiva Calcio Venezia, in luogo della precedente Associazione Calcio Venezia 1907;
  -  Catanzaro (2006), con il nome di Catanzaro Football Club, in luogo della precedente Unione Sportiva Catanzaro;
  -  Gela (2006), con il nome di Gela Calcio, in luogo della precedente Gela J.T.;
  -  Torres (2006), con il nome di Sassari Torres 1903, in luogo della precedente Polisportiva Sassari Torres.

### Altre casistiche
Altre città cercarono la via del lodo pur non riuscendo a soddisfarne i parametri. In questi casi la rinascita fu gestita in via consensuale e discrezionale fra la FIGC e i tribunali fallimentari dietro pagamento di parte dei vecchi debiti da parte delle nuove società.
- Napoli (2004), con il nome di Napoli Soccer, in luogo della precedente Società Sportiva Calcio Napoli;
- Ancona (2004), con il nome di Associazione Calcio Ancona, in luogo della precedente Ancona Calcio.